# تپیگ

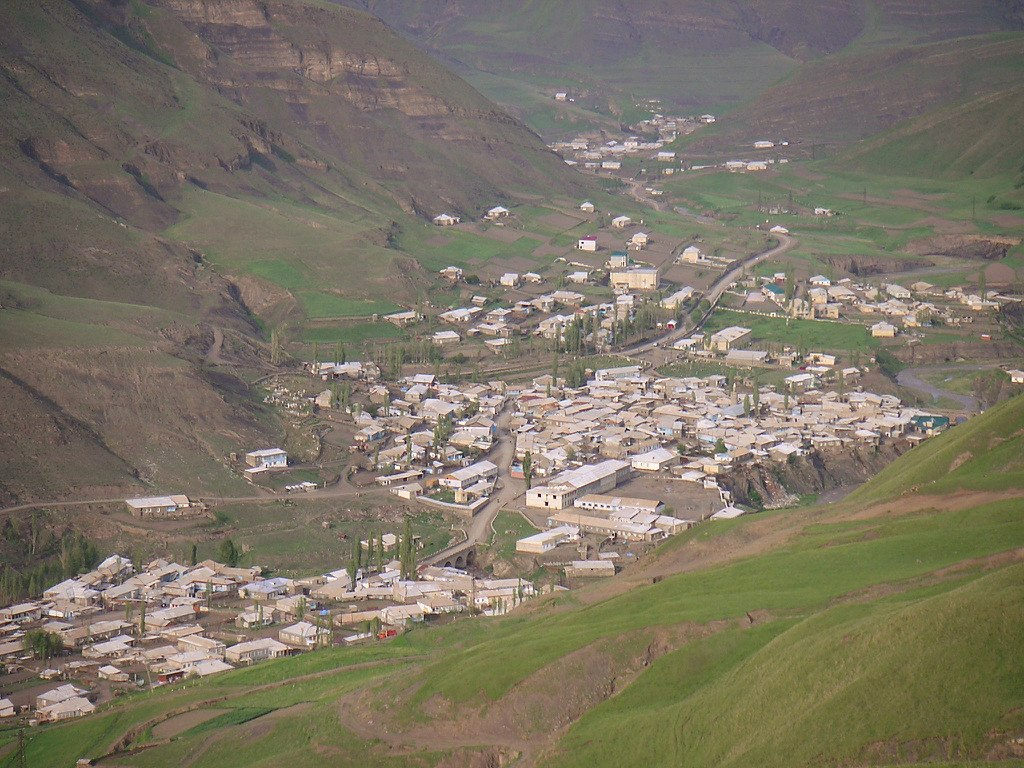
نمایی از شهرک تپیگ در داغستان، روسیه - ۲۰۱۴

تپیگ (به لاتین: Tpig) یک شهرک در روسیه است که در داغستان واقع شده‌است.